# Сисили (актриса)
Сиси́ли Сью́элл (англ. Sicily Sewell; 1 октября 1985, Понтиак, Мичиган, США) — американская актриса.

## Биография
Сисили Сьюэлл родилась 1 октября 1985 года в Понтиаке (штат Мичиган, США).
Сисили дебютировала на экране в 1993 году, сыграв в одном из эпизодов детского телесериала «Улица Сезам». Позже, сыграв ещё в 9-ти фильмах и телесериалах, она завершила карьеру.
С 17 мая 2006 года Сисили замужем за басистом Кристофером Джонсоном (род.1980), с которым она встречалась 5 лет до их свадьбы. У супругов есть двое дочерей — Мэдисон Сьерра Джонсон (род.17.11.2007) и Марли Джонсон (род.12.12.2011).